# Аноелен
Аноелен (фр. Annœullin) насеље је и општина у североисточној Француској у региону Север-Па де Кале, у департману Север која припада префектури Лил.
По подацима из 2011. године у општини је живело 9592 становника, а густина насељености је износила 1064,59 становника/km². Општина се простире на површини од 9,01 km². Налази се на средњој надморској висини од 25 метара (максималној 31 m, а минималној 19 m).

## Демографија
| 1962. | 1968. | 1975. | 1982. | 1990. | 1999. | 2011. |
| ----- | ----- | ----- | ----- | ----- | ----- | ----- |
| 5.976 | 6.319 | 6.127 | 7.214 | 8.787 | 9.719 | 9.592 |

График промене броја становника у току последњих година